# アタウロ県
アタウロ県あるいはアタウロ市（アタウロけん、ポルトガル語: Município de Ataúro）は、東ティモールの県。バンダ海に浮かぶアタウロ島を管轄区域としており、海峡を挟んで南には首都ディリ（ティモール島）がある。
かつてはアタウロ郡としてディリ県の一部であったが、2022年1月1日に分離した。県都はヴィラ 。面積は140平方キロメートル、人口は9,274人（2015年国勢調査）。

## 歴史
2021年2月19日、アタウロ県の創設を定めた2009年領土行政区画法改正案が閣議決定された。
2022年1月1日、アタウロ県が創設された。同年3月9日、初代首長としてドミンゴ・スソアレスが任命された。

## 行政区画

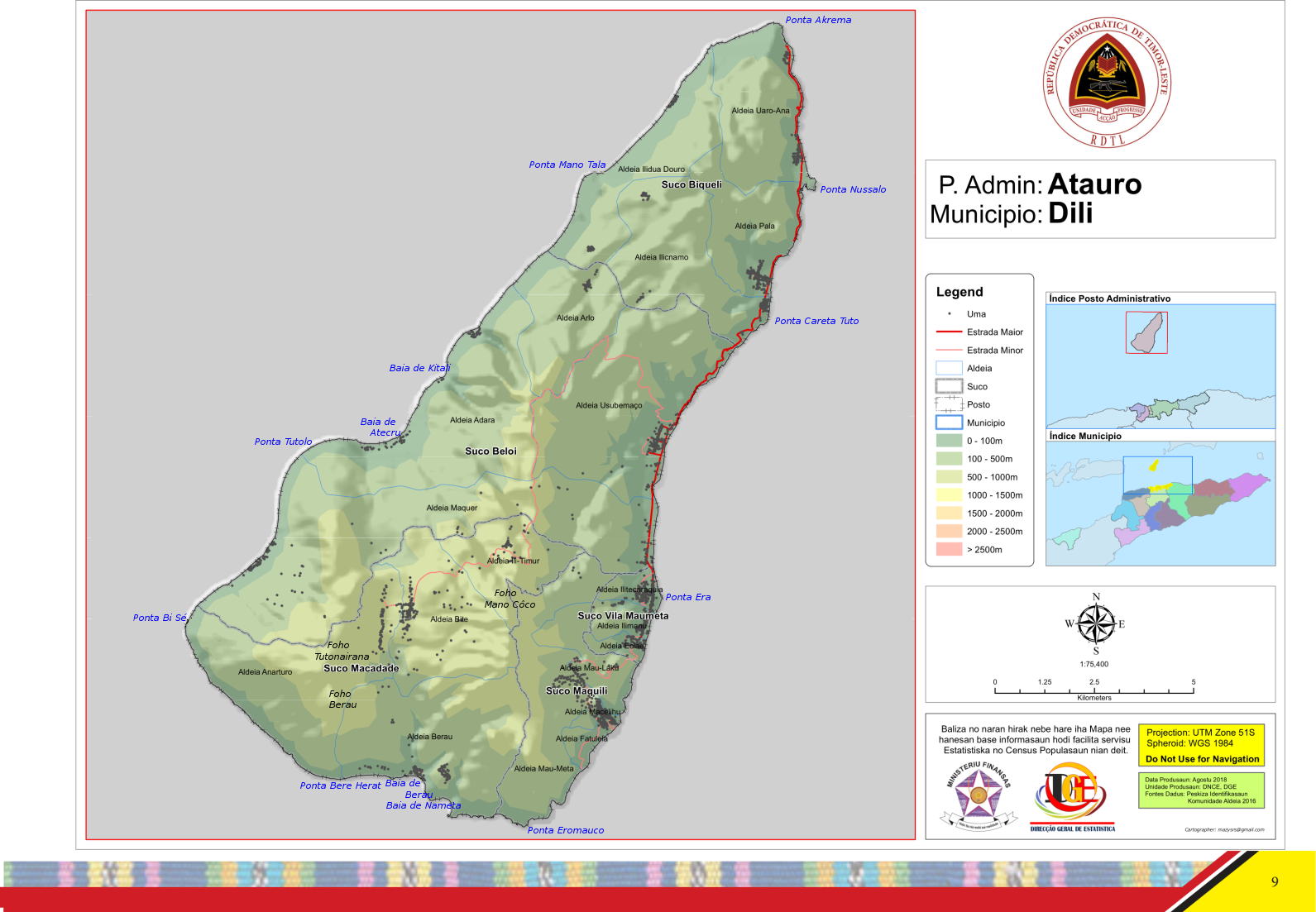
下位行政区画

アタウロ県は5つの郡（かつての地区）に区分される。
| 郡       | テトゥン語 | 面積 (km2) | 人口 (2015年国勢調査) | 備考                                   |
| -------- | ---------- | ---------- | --------------------- | -------------------------------------- |
| ヴィラ   | Vila       | 3.0        | 1,826                 | Vila Maumeta、Atauro Vilaとも。        |
| ビロイ   | Beloi      | 54.6       | 1,678                 |                                        |
| ビケリ   | Bikeli     | 29.7       | 2,076                 | ポルトガル語ではBiqueliと呼称される。  |
| マカダデ | Makadade   | 38.4       | 1,632                 | ポルトガル語ではMacadadeと呼称される。 |
| マキリ   | Makili     | 14.5       | 2,062                 | ポルトガル語ではMaquiliと呼称される。  |